# Cleisostoma litoreum
Cleisostoma litoreum är en orkidéart som först beskrevs av Rudolf Schlechter, och fick sitt nu gällande namn av Leslie Andrew Garay. Cleisostoma litoreum ingår i släktet Cleisostoma och familjen orkidéer. Inga underarter finns listade i Catalogue of Life.